# 塞尔维亚能源
塞尔维亚能源包括塞尔维亚的自然能源和电力产能，以及能源的消费和进口。

## 历史
1893年10月6日，设立于贝尔格莱德多尔科尔（Dorćol）市区的塞尔维亚第一座发电厂开始使用。 
1900年，第一交流电水力发电厂Pod gradom 在乌日采的Đetinja河上开始运营。从Vučje至莱斯科瓦茨的第一条全长17公里的水力交流输电线于三年后上线。 1909年，扎耶查尔的Gamzigrad水电站和Niš的Sveta Petka水电站开始建设。 两年后，位于伊万尼察的摩拉维卡河上的水力发电站投入运行。 
在贝尔格莱德，Snaga i Svetlost发电厂建于1933年，是当时巴尔干最大的发电厂之一。
1945年成立了Električno preduzeće Srbije 。在1947年至1950年之间，第二次世界大战后在塞尔维亚建造的第一座水力发电厂Sokolovica, 燃煤发电厂Mali Kostolac和Veliki Kostolac 。  1952年， Kolubara煤田的地下开采开始了。四年后，煤电厂RB Kolubara投入运营。此前一年，水力发电站Vlasina和Zvornik也已连接到电网。在1960年至1967年期间，水力发电厂Bistrica ， Kokin Brod和Potpeć正在建设中。
从1942年到1943年，塞尔维亚进行了首次油田勘探。第一个钻孔于1947年在巴纳特打下，并于1949年成立了Naftagas公司。
1965年成立了Združeno elektroprivredno preduzeće Srbije ，一年后燃煤电厂Bajina Bašta开始发电。塞尔维亚的两个最大的发电厂，位于多瑙河的水力发电厂HPPĐerdapI和燃煤发电厂TENT于1970年投入运营。十二年后，建造了抽水蓄能电站Bajina Bašta ，1990年水力发电站Pirot投入运行。

## 电力
塞尔维亚的主要电力生产商是Elektroprivreda Srbije ，该公司拥有的7662兆瓦的装机量，能够生产38.9亿千瓦时的电力，每年。它在褐煤热电厂的装机容量为4,390兆瓦，燃气和液体燃料联合热电厂的装机容量为336兆瓦，水力发电厂的装机容量为2936兆瓦。  Elektroprivreda Srbije也是在Kolubara和Kostolac盆地运营的塞尔维亚最大的褐煤生产商，年产量约为3700万吨。 此外，风力发电主要通过MK Fintel Wind的设施产生，产能为20兆瓦。
为了引用市场机制在电力生产和供应中的作用来提高电力部门的效率，塞尔维亚政府于2004年通过了《能源法》，从而在电力部门引入了竞争机制。根据该法，所有电力消费者都是电价购买者，由电力零售商提供，负责在Elektroprivreda Srbije的规范内为客户供电。同时，符合该法案标准的买家将有机会成为合格买家，从而有机会在公开市场上购买电力。在第一阶段，电力市场已经向所有年用电量超过25兆瓦时的潜在客户开放。从2007年1月1日起，塞尔维亚共和国能源局理事会决定，年消费量超过3兆瓦时的所有电力客户均享有获得合格客户身份的权利。
|                  | 2017   | 2017  | 2018   | 2018  |
| 类型             | 兆瓦时 | ％    | 兆瓦时 | ％    |
| ---------------- | ------ | ----- | ------ | ----- |
| 煤炭发电         | 23,864 | 72.10 | 22,546 | 65.29 |
| 水电             | 8,740  | 26.41 | 11,329 | 32.81 |
| 风力发电         | 48     | 0.15  | 124    | 0.36  |
| 太阳能发电       | 13     | 0.04  | 10     | 0.03  |
| 燃气发电         | 351    | 1.06  | 399    | 1.15  |
| 生物能发电       | 72     | 0.22  | 120    | 0.35  |
| 其他化石燃料发电 | 11     | 0.03  | -3     | -0.01 |
| 共计             | 33,100 | 100   | 34,525 | 100   |

## 石油和天然气
Naftna Industrija Srbije（NIS）是塞尔维亚唯一一家从事原油和天然气勘探和生产以及地热能源生产的公司。该公司投入一切必要设备进行各种复杂的探测活动，例如地球物理勘探，原油产量控制，天然气和地热能的生产。 NIS的大多数油田位于塞尔维亚境内的巴纳特地区，但上游产业在塞尔维亚和国外都有业务活动。 2011年，NIS开始在东南欧（波斯尼亚和黑塞哥维那，罗马尼亚和匈牙利）拓展业务。   
该公司在潘切沃经营的炼油厂年产能480万吨原油，在诺维萨德的炼油厂年产能260万吨原油；在Elemir拥有天然气精炼厂。 NIS精炼厂能够生产范围广泛的石油产品 - 从汽车汽油和柴油等燃料到机械润滑油和石油化工原料，重质燃料油，公路和工业沥青等。
公共燃气公司Srbijagas ，运营天然气运输系统，包括干线和区域天然气管道3177公里，并在Banatski Dvor 拥有4.5亿立方米地下储气库设施。 
精炼石油产品 - 产能: 60,220桶每日（9,574立方每日）
原油产能: 23,160桶每日（3,682立方每日）
原油消耗: 81,540桶每日（12,964立方每日） (2011年数据)
原有探明储量: 7,750万桶 (截至 2006年1月1日)
天然气产能: 5.57亿 立方米(2012年数据)
天然气消耗: 284万立方米(2012年数据) 

## 可再生能源
截至2019年12月，水电的装机容量为2835兆瓦。风电容量为500兆瓦。塞尔维亚还在利用地热和太阳能，目前塞尔维亚27％的电力来自水力发电，4％的电力来自其他可再生能源。计划到2030年，再增加600兆瓦的风能。